# クーパー対
物性物理学において、クーパー対（Cooper pair）は、所定の方法の低温において結合した電子（または他のフェルミ粒子）の対である。1956年にアメリカの物理学者レオン・クーパーにより記述された。

## 説明
クーパーは、金属内の電子間の小さな引力により、電子の対状態がフェルミエネルギーよりも低いエネルギーを持つ可能性があることを示した。このことは、電子対が結合されていることを意味する。従来の超伝導体では、この引力は電子-フォノン相互作用によるものである。BCS理論で説明されているように、クーパー対状態が超伝導の原因である。
クーパー対が作られることは量子効果であるが、対となる理由は単純化された古典力学の説明から理解することができる。金属内の電子は通常、自由粒子として振る舞う。電子は負の電荷を持っているので他の電子と反発しあうが、金属の格子を構成する正イオンを引き付ける。この引力によりイオン格子に歪みが生じ、イオンが電子に向かってわずかに移動し、付近の格子の正電荷の密度が増加する。この正電荷は他の電子を引き付ける。長い距離で考えると、この移動したイオンによる電子間の引力が、負の電荷による電子の反発を上回り、電子がペア（対）になることがある。厳密な量子学的説明では、この効果は電子-フォノン相互作用によるものであり、フォノンは正に帯電した格子の集団運動であることが示される。
対相互作用のエネルギーは10−3 eVのオーダーと非常に弱く、熱エネルギーにより容易に対が破壊されうる。したがって、金属やその他の基板では低温でのみ、多くの数の電子がクーパー対になる。
対となる電子は必ずしも互いに接近している必要はない。相互作用は長距離であるため、電子対は依然として数百ナノメートル離れている可能性がある。この距離は通常、平均電子間距離よりも長いため、多くのクーパー対が同じ空間を占有しうる。電子はスピン1⁄2であるのでフェルミ粒子であるが、クーパー対の総スピンは整数（0または1）であるため、複合ボース粒子である。これは、波動関数が粒子交換の下で対称であることを意味する。したがって、電子とは異なり、複数のクーパー対が同じ量子状態になることが許され、これが超伝導現象の原因となる。
2008年に、光格子内のボース粒子がクーパー対に似ている可能性が提案されている。

## 超伝導との関係
物体の全てのクーパー対が、同じ基底状態に「凝縮」する傾向が、超伝導の変わった特性の原因となっている。
クーパーは当初、金属内で孤立した対が形成される場合のみを考慮していた。完全なBCS理論で説明されているように、多くの電子対形成のより現実的な状態を考慮すると、対が形成されることにより、電子の許容エネルギー状態の連続スペクトルにギャップが生じることが分かる。このことは、系の全ての励起がある程度の最低限のエネルギーを持つ必要があることを意味する。電子の散乱などの小さな励起が禁制されるため、この「励起とのギャップ」が超伝導につながる。ギャップは、引力を感じる電子間の多体効果により現れる。
R. A. Ogg Jr.は、電子が物質内の格子振動により結合された対として振る舞う可能性があることを最初に示唆した。これは超伝導体で観察される同位体効果により示された。同位体効果は、より重いイオン（異なる核同位体）を含む材料ほど超伝導転移温度が低いことを示した。これはクーパー対の理論により説明できる。重いイオンほど電子が引き付けられたり移動したりするのが難しくなり（クーパー対がどのように形成されるか）、結果として対の結合エネルギーが小さくなる。

## 関連文献
- Michael Tinkham, Introduction to Superconductivity, ISBN 0-486-43503-2
- Schmidt, Vadim Vasil'evich. The physics of superconductors: Introduction to fundamentals and applications. Springer Science & Business Media, 2013.